# Klub ekstremnih sportova ETO
Klub ekstremnih sportova ETO (Extreme Team Osijek), osnovan u prosincu 2005. godine, sa sjedištem u Osijeku, Ulica Martina Divalta 132 (Gradska četvrt Jug II); predsjednik Ivan Moro (pilot parajedrilice), dopredsjednik Dalibor Ban (instruktor letenja jedrilicama).
Klub ima dvije sekcije: paraglajding (padobransko jedrenje) i MTB (mountain bike). Organizira teoretsku i praktičnu nastavu iz paraglajdinga. Praktična nastava provodi se u Osijeku, Baranji i brdima blizu Slavonskog Broda.
Klub ima uzletište (poletište) na Banovom brdu pokraj  Popovca.

## Vanjske poveznice
- Extreme Team Osijek  Arhivirana inačica izvorne stranice od 17. veljače 2006. (Wayback Machine)

Izvor:
- I(vo) Šibalić: "Osječani će letove uvježbavati u Baranji", Osječki dom, VII, 815, 22 - Osijek, 28. II. - 1. III. 2006.